# Redrum (canción de 21 Savage)
«Redrum» es una canción del rapero británico-estadounidense 21 Savage de su tercer álbum de estudio, American Dream (2024). El disco fue producido y coescrito por London on da Track y muestra las voces de la cantante brasileña Elza Laranjeira en "Serenata do Adeus". El título de la canción también hace referencia a la película de Stanley Kubrick El resplandor.

## Composición
Matthew Ritchie de Pitchfork describió la pista con una "distribución prolongada de su juego de palabras asesino" que "hace sentir como si casi se estuviera desviando del camino". Mosi Reeves de Rolling Stone describió la canción como "asesina" y señaló que "se apoya en Serenata Do Adeus" de Elza Laranjeira.

## Recepción crítica
Robin Murray de Clash señaló que la canción "destaca sus flujos sin esfuerzo que se inclinan hacia el trap". Se describe que la canción tiene "vibraciones ligeramente aterradoras, letras violentas, un gancho pegadizo y un montón de flujos divertidos".

## Video musical
El vídeo musical dirigido por Danny Seth fue grabado en Londres. Comenzando el video mostrando lugares estereotipados en Londres como el Big Ben, el London Eye y las icónicas cabinas telefónicas rojas antes de cambiar el escenario a Brixton, un distrito asolado por la pobreza en el sur de Londres para mostrar a los espectadores que lo criticaron por haber nacido en el Londres "real".

## Posicionamiento en listas
| Lista (2024)                              | Mejor posición |
| ----------------------------------------- | -------------- |
| Alemania (Offizielle Deutsche Charts)     | 9              |
| Australia (ARIA)                          | 22             |
| Australia Hip Hop/R&B (ARIA)              | 5              |
| Austria (Ö3 Austria Top 40)               | 20             |
| Canadá (Canadian Hot 100)                 | 7              |
| República Checa (Singles Digitál Top 100) | 32             |
| Francia (SNEP)                            | 88             |
| Global 200 (Billboard)                    | 5              |
| Hungría (Single Top 40)                   | 21             |
| Irlanda (IRMA)                            | 15             |
| Italia (FIMI)                             | 66             |
| Lituania (AGATA)                          | 2              |
| Luxemburgo (Billboard)                    | 13             |
| Países Bajos (Mega Single Top 100)        | 40             |
| Países Bajos (Tipparade)                  | 14             |
| Nueva Zelanda (Recorded Music NZ)         | 20             |
| Noruega (VG-lista)                        | 24             |
| Polonia (Polish Streaming Top 100)        | 23             |
| Rumania (Billboard)                       | 15             |
| Eslovaquia (Singles Digitál Top 100)      | 8              |
| Sudáfrica (Billboard)                     | 9              |
| Suecia (Sverigetopplistan)                | 47             |
| Suiza (Schweizer Hitparade)               | 7              |
| UAE (IFPI)                                | 5              |
| Reino Unido (UK Singles Chart)            | 11             |
| Reino Unido (UK R&B Chart)                | 3              |
| Estados Unidos (Billboard Hot 100)        | 5              |
| Estados Unidos (Hot R&B/Hip-Hop Songs)    | 2              |

## Historial de lanzamientos
| Región | Fecha               | Formato                | Etiqueta | Ref. |
| ------ | ------------------- | ---------------------- | -------- | ---- |
| Italia | 17 de enero de 2024 | Contemporary hit radio |          |      |